# Mihail Levente
Mihail Levente (n. 7 iunie 1915, Lipnița, Constanța – d. 1976, București) a fost un lider comunist român.
În anul 1939 a devenit membru a PCR. A fost membru al CC al PMR, ministru al comerțului interior în perioada 30 apr.1962 - 18 mart. 1965) ,
director al Direcției Generale de Statistică.
La 28 martie 1968, Mihail Levente a fost revocat din funcția de ministru al comerțului interior, în legătură cu trecerea sa în altă muncă. Mihail Levente a fost ambasador al RSR în Liban iar din 1973 a fost ambasador al RSR în Kuweit și în Regatul Hașemit al Iordaniei.

## Decorații
- Ordinul „Steaua Republicii Populare Romîne” clasa a V-a (21 august 1954) „pentru merite deosebite pe tărîmul construcției de stat, economice, sociale și culturale, cu ocazia celei de a zecea aniversări a eliberării patriei noastre”[5]
- Ordinul Muncii clasa a III-a (30 decembrie 1957) „cu ocazia celei de a zecea aniversări a proclamării Republicii Populare Romîne și pentru merite deosebite în îndeplinirea sarcinilor date de Partidul Muncitoresc Romîn, pentru merite deosebite pe tărîmul construcției de stat, economice, sociale, culturale și obștești”[6]
- Ordinul „23 August” clasa a IV-a (12 august 1959) „pentru merite deosebite în opera de construire a socialismului”[7]
- Medalia „40 de ani de la înființarea Partidului Comunist din Romînia” (6 mai 1961) „pentru activitate îndelungată în mișcarea muncitorească și merite în opera de construire a socialismului”[8]
- Ordinul Muncii clasa I (18 august 1964) „pentru merite deosebite în opera de construire a socialismului, cu prilejul celei de a XX-a aniversări a eliberării patriei”[9]
- Ordinul „Tudor Vladimirescu” clasa a II-a (30 aprilie 1966) „cu prilejul celei de-a 45-a aniversări de la înființarea Partidului Comunist din România, pentru îndelungată activitate în mișcarea muncitorească și merite deosebite în opera de construire a socialismului”[10]
- Ordinul „23 August” clasa a II-a (4 mai 1971) „cu prilejul aniversării a 50 de ani de la constituirea Partidului Comunist Român, [...] pentru activitate îndelungată în mișcarea muncitorească și merite deosebite în opera de construire a socialismului”[11]

## Scrieri
- Mihail Levente, Orientări noi în comerțul românesc, Editura Științifică, 1968